# Glina Mała
Glina MałUn [pronunciación en polaco: /ˈɡlina ˈmawa/] es un pueblo ubicado en el distrito administrativo de Gmina Kiełczygłów, dentro del Distrito de Pajęczno, Voivodato de Łódź, en Polonia central. Se encuentra aproximadamente a 4 kilómetros al noreste de Kiełczygłów, a 13 kilómetros al norte de Pajęczno, y a 66 kilómetros al suroeste de la capital regional Łódź.